# Katja Zhylevich
Katja Zhylevich, född 23 april 1981 i Minsk, Vitryssland, är en svensk operasångerska (mezzosopran). Hon är bosatt i Stockholm.

## Biografi
Katja Zhylevich började redan vid fyra års ålder att ta pianolektioner. Hon gick i musikskola 1987–1995, då med piano som huvudinstrument. Även om hon under hela studietiden sjungit i kör, så var det först vid 15 års ålder som hon började ta lektioner i klassisk sång.
Parallellt med musikstudierna läste Katja Zhylevich germanska språk och lingvistik vid Minsks statliga lingvistiska universitet under åren 1998–2003. Åren 2004–2006 studerade hon klassisk sång vid Vitrysslands Musikakademi. Hon hade under denna tid även uppdrag som tolk mellan svenska och ryska. Zhylevich har en magisterexamen i lingvistik med specialisering på germanska språk (engelska, tyska och svenska).
Katja Zhylevich flyttade 2006 till Sverige, efter att ha fått ett stipendium från Svenska Institutet för att läsa vid Stockholms universitet. Det var här hon kom att satsa helt på sin karriär inom klassisk sång och opera. Först studerade hon två år på musikerlinjen vid Kungliga Musikhögskolan i Stockholm och därefter på Operahögskolan i Stockholm. Hon avslutade sina studier i december 2011.
Katja Zhylevich gjorde sin debut som professionell operasångerska 2010 i Kurt Weills Silversjön på Folkoperan.

## Roller i urval
- Cherubino i Figaros bröllop av Mozart, Vitrysslands Musikakademi (2005)
- Paris i Paris och Elena av Gluck, Operahögskolan (2008)
- Octavian i Rosenkavaljeren av Strauss, Operahögskolan (2009)
- Isabella i Italienskan i Alger av Rossini, Operahögskolan (2009)
- Ramiro i La finta giardiniera av Mozart, Drottningholms Slottsteater (2010)
- Dorabella i Così fan tutte av Mozart, Drottningholms Slottsteater (2011); Operahögskolan (2008); Vitrysslands Musikakademi (2006)